# شکارپور، بهکر
شکارپور (به انگلیسی: Shikar pur) یک شهر در پاکستان است که در پنجاب واقع شده‌است. شکارپور ۱۵۸ متر بالاتر از سطح دریا واقع شده‌است.